# كينيث أ. مكارثر
كينيث أ. مكارثر (بالإنجليزية: Kenneth A. McArthur)‏ هو كاتب وشخصية أعمال أمريكي، ولد في 17 يوليو 1950 في ممفيس في الولايات المتحدة.